# Alexander Gould
Alexander Jerome Gould (Los Angeles, 4 maggio 1994) è un attore e doppiatore statunitense, conosciuto maggiormente per la partecipazione nella serie TV Weeds nel ruolo di Shane Botwin.

## Biografia
Ha debuttato al cinema nel 1998, ad appena 4 anni, nel film City of Angels - La città degli angeli.
Nel 2017 si è laureato in Filosofia alla Brandeis University, di Waltham, Massachusetts.

## Filmografia

### Attore

#### Cinema
- City of Angels - La città degli angeli (City of Angels), regia di Brad Silberling (1998) - non accreditato
- Mexico City, regia di Richard Shepard (2000)
- They - Incubi dal mondo delle ombre (They), regia di Robert Harmon (2002)
- Wheelmen, regia di Dirk Hagen (2005)
- Come mangiare i vermi fritti (How to Eat Fried Worms), regia di Bob Dolman (2006)

#### Televisione
- Bailey Kipper's P.O.V. - serie TV, episodio 1x11 (1996)
- Freaks and Geeks - serie TV, episodio 1x13 (2000)
- Malcolm (Malcolm in the Middle) - serie TV, episodio 1x11 (2000)
- Geena Davis Show (The Geena Davis Show) - serie TV, episodio 1x07 (2000)
- Ally McBeal - serie TV, episodi 4x10-4x11 (2001)
- Settimo cielo (7th Heaven) - serie TV, episodio 5x18 (2001)
- Il giorno in cui il mondo finì (The Day the World Ended), regia di Terence Gross - film TV (2001)
- In tribunale con Lynn (Family Law) - serie TV, episodio 3x11 (2001)
- Even Stevens - serie TV, episodio 3x06 (2001)
- Boomtown - serie TV, episodio 1x04 (2002)
- American Dreams - serie TV, episodi 2x08-2x10 (2003-2004)
- Oliver Beene - serie TV, episodio 2x02 (2004)
- Dark Shadows, regia di P. J. Hogan - film TV (2005)
- Criminal Minds - serie TV, episodio 3x05 (2007)
- Law & Order - Unità vittime speciali (Law & Order: Special Victims Unit) - serie TV, episodio 9x13 (2008)
- Pushing Daisies - serie TV, episodio 2x09 (2008)
- Supernatural - serie TV, episodio 4x15 (2009)
- Weeds - serie TV, 102 episodi (2005-2012)

## Doppiatore
- Alla ricerca di Nemo (Finding Nemo) (2003) - voce
- Bambi 2 - Bambi e il Grande Principe della foresta (Bambi II) (2006) - voce
- Alla ricerca di Dory (Finding Dory) (2016) - voce

## Premi e candidature
Online Film & Television Association Awards
- 2004 - Best Voice-Over Performance per Alla ricerca di Nemo

Young Artist Award
- 2004 - Best Performance in a Voice-Over Role - Young Actor per Alla ricerca di Nemo
- 2007 - Miglior performance in una serie televisiva - Giovane attore non protagonista per Weeds
- 2007 - Miglior giocane cast in un film per Weeds
- 2007 - Miglior giocane cast in un film per Come mangiare i vermi fritti
- 2008 - Candidatura come miglior performance in una serie televisiva - giovane attore non protagonista per Weeds

Screen Actors Guild Award
- 2007 - Miglior cast in una serie commedia per Weeds
- 2009 - Miglior cast in una serie commedia per Weeds

## Doppiatori italiani
- Manuel Meli in: Weeds

Da doppiatore è sostituito da:
- Alex Polidori in: Alla ricerca di Nemo, Alla ricerca di Dory
- Jacopo Bonanni in: Bambi 2 - Bambi e il Grande Principe della foresta